# Génelard
Génelard é uma comuna francesa na região administrativa de Borgonha-Franco-Condado, no departamento Saône-et-Loire. Estende-se por uma área de 22,24 km². Em 2010 a comuna tinha 1 413 habitantes (densidade: 63,5 hab./km²).